# Doryodes grandipennis
Doryodes grandipennis är en fjärilsart som beskrevs av Barnes och Mcdunnough 1918. Doryodes grandipennis ingår i släktet Doryodes och familjen nattflyn. Inga underarter finns listade i Catalogue of Life.